# 상하이 체육관 역
상하이 체육관 역(중국어: 上海体育馆站,영어: Shanghai Indoor Stadium)은 상하이 쑤후이 구 차오시베이루(漕溪北路)과 링링루(零陵路) 사이에 존재하는 지하철 역이다. 상하이 지하철 1호선과 4호선의 환승역이다. 1호선과 4호선의 역은 섬식이며, 지하 2층과 3층에 L자형으로 각각 존재한다.

## 개요
상하이체육관 역은 쑤후이 구에 존재하는 지하철 역으로 항저우나 쑤저우로 연결되는 버스들이 정차하는 곳이다.

## 역사
- 1993년 5월 28일 1호선 개통
- 2005년 12월 31일 4호선 개통

## 버스 환승
- 버스노선: 924, 157, 167, 704, 704B, 718, 926, 49, 万野专线, 764, 138, 754, 120, 721, 沪松专线（고속）, 42, 720, 上佘定班线, 观光巴士1路, 徐川专线, 122, 957, 770, 43, 隧道二线, 徐闵线, 303, 820, 946, 927, 326, 958, 龙吴夜宵线, 931, 56, 712, 824, 984, 985, 徐闵夜宵线, 703, 703B, 73, 808, 87, 89, 236, 857, 938, 후첸선(沪陈线), 251, 여행6호선A선, 여행6호선B선

## 주변
- 상하이 체육관(上海体育馆)
- 상하이 체육장(上海体育场)
- 쑤후이 신촌(徐汇新村)

## 출구
- 1호선과 4호선이 사용하는 역이 따로 있다.

### 1호선
- - 1번출구: 中山南路 북쪽，西藏南路 동쪽
  - 2번출구: 中山南路 남쪽，西藏南路 동쪽
  - 3번출구: 中山南一路 남쪽，西藏南路 서쪽
  - 4번출구: 西藏南路 서쪽，中山南一路 북쪽
  - 5번출구: 西藏南路 서쪽，中山南一路 북쪽

### 4호선
- - 1번출구: 零陵路 북쪽，飞洲国际广场内
  - 2번출구: 零陵路 남쪽，3번출구 동쪽
  - 3번출구: 零陵路 남쪽，漕溪北路 동쪽
  - 4번출구: 零陵路 북쪽，漕溪北路 동쪽

## 같이 보기
- 상하이 지하철
- 상하이 지하철 1호선
- 상하이 지하철 4호선